# Tettiella latipes
Tettiella latipes är en insektsart som först beskrevs av Carl Stål 1877.  Tettiella latipes ingår i släktet Tettiella och familjen torngräshoppor. Inga underarter finns listade i Catalogue of Life.